# Rijeka Crnojevića (rzeka)
Rijeka Crnojevića (serbska cyrylica: Ријека Црнојевића) – rzeka w Czarnogórze, która wypływa tuż nad i biegnie przez miejscowość Rijeka Crnojevića, w pobliżu północno-wschodnich brzegów Jeziora Szkoderskiego.
Długość rzeki wynosi ok. 13 km.
Źródło rzeki znajduje się w jaskini Obod, a ujście w Jeziorze Szkoderskim.
Średni przepływ wody w rzece wynosi 6 m³/s.